# Paweł Klimowicz
Paweł Adam Klimowicz (ur. 11 sierpnia 1968 w Krakowie) – polski polityk, przedsiębiorca i samorządowiec, przewodniczący Rady Miasta Krakowa (2006–2007), senator VII kadencji.

## Życiorys
Ukończył studia z zakresu filologii romańskiej na Akademii Pedagogicznej w Krakowie. Pracował w kancelarii prezydenta Krakowa. W latach 1995–1999 działał w Unii Polityki Realnej, potem w Stronnictwie Konserwatywno-Ludowym, a następnie przystąpił do Platformy Obywatelskiej. Od 2002 był przewodniczącym jednej z krakowskich dzielnic. Prowadził też własną działalność gospodarczą. W 2006 uzyskał mandat radnego krakowskiej rady miejskiej, w której powołano go na funkcję przewodniczącego.
W wyborach parlamentarnych w 2007 z ramienia Platformy Obywatelskiej został wybrany na senatora VII kadencji w okręgu krakowskim, otrzymując 276 213 głosów. W marcu 2011 wystąpił z partii i jej klubu parlamentarnego. We wrześniu tego samego roku współtworzył koło senackie Obywatele do Senatu. Był też kandydatem komitetu wyborczego wyborców Unia Prezydentów – Obywatele do Senatu w wyborach parlamentarnych (nie uzyskał ponownie mandatu). W 2014 bezskutecznie kandydował do rady Krakowa z listy komitetu Jacka Majchrowskiego. W tym samym roku został wybrany na radnego Dzielnicy V Krowodrza (uzyskiwał następnie reelekcję).